# Úrvalsdeild karla (baloncesto) 2020-21
La Úrvalsdeild karla 2020-21, conocida como Domino's deildin por motivos de patrocinio, fue la edición número 70 de la Úrvalsdeild karla, la máxima competición de baloncesto de Islandia.
La temporada fue aplazada el 7 de octubre de 2020 tras la disputa de la primera jornada, a causa de la pandemia de COVID-19, reanudándose el 14 de enero de 2021. El Þór Þorlákshöfn consiguió su primer título tras derrotar en las finales al Keflavík por 3-1.

## Formato de competición
La competición consistió en una liga regular de 12 equipos participantes en la que cada uno juega como local y visitante contra el resto de equipos, en un total de 22 encuentros. Los ocho mejores equipos se clasifican para los playoffs, mientras que los dos últimos clasificados descienden a la 1. deild karla. El playoff consta de tres rondas, cuartos de final, semifinales y final al mejor de 5 partidos, con ventaja de campo para el equipo mejor clasificado de la liga regular. El vencedor de la final es coronado campeón de la Úrvalsdeild karla 2020-21.

## Equipos y localización
| Equipo          | Sede                  | Pabellón                 | Entrenador          |
| --------------- | --------------------- | ------------------------ | ------------------- |
| Grindavík       | Grindavík             | Mustad-höllin            | Daníel Guðmundsson  |
| Haukar          | Hafnarfjörður         | Schenker Höllin          | Sævaldur Bjarnason  |
| Höttur          | Egilsstaðir           | VHE-höllin               | Viðar Hafsteinsson  |
| ÍR              | Reikiavik (Breiðholt) | Hertz Hellirinn          | Borce Ilievski      |
| Keflavík        | Keflavík              | TM Höllin                | Hjalti Vilhjálmsson |
| KR              | Reikiavik (Vesturbær) | DHL Höllin               | Darri Atlason       |
| Njarðvík        | Njarðvík              | Ljónagryfjan             | Einar Jóhannsson    |
| Stjarnan        | Garðabær              | Mathús Garðabæjar höllin | Arnar Guðjónsson    |
| Tindastóll      | Sauðárkrókur          | Sauðárkrókur             | Baldur Ragnarsson   |
| Valur           | Reikiavik (Hlíðar)    | Origo-höllin             | Finnur Stefánsson   |
| Þór Akureyri    | Akureyri              | Höllin Ak                | Bjarki Oddsson      |
| Þór Þorlákshöfn | Þorlákshöfn           | Icelandic Glacial Höllin | Lárus Jónsson       |

## Temporada regular
| Pos. | Equipo          | PJ | G  | P  | PF   | PC   | DP   | Pts | Clasificación o descenso     |
| ---- | --------------- | -- | -- | -- | ---- | ---- | ---- | --- | ---------------------------- |
| 1    | Keflavík        | 22 | 20 | 2  | 2065 | 1750 | +315 | 42  | Puestos de playoff           |
| 2    | Þór Þorlákshöfn | 22 | 14 | 8  | 2126 | 1990 | +136 | 36  | Puestos de playoff           |
| 3    | Stjarnan        | 22 | 14 | 8  | 2015 | 1936 | +79  | 36  | Puestos de playoff           |
| 4    | Valur           | 22 | 12 | 10 | 1885 | 1863 | +22  | 34  | Puestos de playoff           |
| 5    | KR              | 22 | 12 | 10 | 1975 | 1985 | −10  | 34  | Puestos de playoff           |
| 6    | Grindavík       | 22 | 11 | 11 | 1924 | 1991 | −67  | 33  | Puestos de playoff           |
| 7    | Þór Akureyri    | 22 | 10 | 12 | 1929 | 2056 | −127 | 32  | Puestos de playoff           |
| 8    | Tindastóll      | 22 | 9  | 13 | 1979 | 1996 | −17  | 31  | Puestos de playoff           |
| 9    | Njarðvík        | 22 | 9  | 13 | 1836 | 1866 | −30  | 31  |                              |
| 10   | ÍR              | 22 | 8  | 14 | 1998 | 2051 | −53  | 30  |                              |
| 11   | Höttur          | 22 | 7  | 15 | 1898 | 2018 | −120 | 29  | Descenso a la 1. deild karla |
| 12   | Haukar          | 22 | 6  | 16 | 1855 | 1984 | −129 | 28  | Descenso a la 1. deild karla |

 Fuente: KKI (Federación Islandesa de Baloncesto)

### Marcadores
| Local \ Visitante | GRI    | HAU    | HOT     | IRR     | KEF     | KRR    | NJA     | STJ    | TIN     | VAL    | THA     | THT     |
| ----------------- | ------ | ------ | ------- | ------- | ------- | ------ | ------- | ------ | ------- | ------ | ------- | ------- |
| Grindavík         | —      | 82–75  | 89–96   | 79–76   | 82–115  | 83–95  | 91–94   | 93–89  | 93–83   | 97–85  | 119–105 | 105–101 |
| Haukar            | 76–81  | —      | 100–104 | 104–94  | 76–83   | 87–103 | 82–71   | 86–92  | 93–91   | 85–78  | 79–100  | 100–116 |
| Höttur            | 94–101 | 90–84  | —       | 87–105  | 62–74   | 97–98  | 88–83   | 93–94  | 86–103  | 91–95  | 95–70   | 85–100  |
| ÍR                | 98–76  | 97–83  | 89–69   | —       | 109–116 | 84–91  | 99–106  | 97–95  | 91–69   | 90–96  | 105–90  | 98–105  |
| Keflavík          | 94–67  | 86–74  | 93–73   | 86–79   | —       | 95–87  | 89–57   | 100–81 | 107–81  | 101–82 | 102–69  | 115–87  |
| KR                | 83–85  | 69–72  | 113–108 | 112–101 | 74–98   | —      | 80–92   | 100–91 | 101–104 | 77–87  | 86–90   | 77–107  |
| Njarðvík          | 81–78  | 85–87  | 72–74   | 96–80   | 77–90   | 77–81  | —       | 88–96  | 74–77   | 78–80  | 97–75   | 88–73   |
| Stjarnan          | 79–74  | 88–76  | 97–70   | 95–87   | 115–75  | 85–96  | 82–70   | —      | 98–93   | 90–79  | 86–91   | 100–111 |
| Tindastóll        | 88–81  | 86–73  | 90–82   | 83–87   | 71–86   | 99–104 | 107–108 | 96–102 | —       | 71–77  | 117–65  | 92–91   |
| Valur             | 91–76  | 87–79  | 88–81   | 101–90  | 85–72   | 71–80  | 76–85   | 86–91  | 90–79   | —      | 99–68   | 67–86   |
| Þór Akureyri      | 101–98 | 96–87  | 83–84   | 107–84  | 74–94   | 88–92  | 90–68   | 83–86  | 103–95  | 98–89  | —       | 75–91   |
| Þór Þorlákshöfn   | 92–94  | 105–97 | 97–89   | 105–58  | 88–94   | 84–76  | 91–89   | 92–83  | 103–104 | 98–96  | 103–108 | —       |

## Estadísticas
Hasta el 10 de mayo de 2021.
| Rank | Nombre          | Equipo          | PPP   |
| ---- | --------------- | --------------- | ----- |
| 1.   | Ty Sabin        | KR              | 25,96 |
| 2.   | Michael Mallory | Höttur          | 23,16 |
| 3.   | Jordan Roland   | Valur           | 22,67 |
| 4.   | Dominykas Milka | Keflavík        | 22,56 |
| 5.   | Larry Thomas    | Þór Þorlákshöfn | 20,68 |

| Rank | Nombre              | Equipo       | APP  |
| ---- | ------------------- | ------------ | ---- |
| 1.   | Hörður Vilhjálmsson | Keflavík     | 9,46 |
| 2.   | Dedrick Basile      | Þór Akureyri | 8,75 |
| 3.   | Ægir Steinarsson    | Stjarnan     | 8,54 |
| 4.   | Nick Tomsick        | Tindastóll   | 6,80 |
| 5.   | Dagur Jónsson       | Grindavík    | 6,79 |

| Rank | Nombre            | Equipo       | RPP   |
| ---- | ----------------- | ------------ | ----- |
| 1.   | Antonio Hester    | Njarðvík     | 11,95 |
| 2.   | Iván Aurrecoechea | Þór Akureyri | 10,88 |
| 3.   | Deane Williams    | Keflavík     | 10,48 |
| 4.   | Dominykas Milka   | Keflavík     | 10,28 |
| 5.   | Brian Fitzpatrick | Haukar       | 10,00 |

| Rank | Nombre          | Equipo          | VPP   |
| ---- | --------------- | --------------- | ----- |
| 1.   | Dominykas Milka | Keflavík        | 26,80 |
| 2.   | Dedrick Basile  | Þór Akureyri    | 24,21 |
| 3.   | Antonio Hester  | Njarðvík        | 23,85 |
| 4.   | Deane Williams  | Keflavík        | 23,64 |
| 5.   | Larry Thomas    | Þór Þorlákshöfn | 23,00 |

### Otras estadísticas
| Categoría      | Jugador           | Equipo     | Media |
| -------------- | ----------------- | ---------- | ----- |
| Robos de balón | Evan Singletary   | ÍR         | 2,48  |
| Tapones        | Deane Williams    | Keflavík   | 1,96  |
| Pérdidas       | Nick Tomsick      | Tindastóll | 3,76  |
| %2P            | Kristófer Acox    | Valur      | 66,67 |
| %3P            | Jakob Sigurðarson | KR         | 45,04 |
| %TL            | Dagur Jónsson     | Grindavík  | 92,06 |

## Playoffs
Los cuartos de final son al mejor de tres partidos, mientras que las semifinales y finales son al mejor de cinco. Se iniciaron con los primeros partidos de cuartos de final, el 15 de mayo de 2021.
|  | Cuartos de final    | Cuartos de final    | Cuartos de final    | Cuartos de final | Cuartos de final | Cuartos de final |                 |                 | Semifinales | Semifinales | Semifinales | Semifinales | Semifinales | Semifinales |  |  | Finales | Finales | Finales | Finales | Finales | Finales |
|  |                     |                     |                     |                  |                  |                  |                 |                 |             |             |             |             |             |             |  |  |         |         |         |         |         |         |
|  |                     |                     |                     |                  |                  |                  |                 |                 |             |             |             |             |             |             |  |  |         |         |         |         |         |         |
|  |                     |                     |                     |                  |                  |                  |                 |                 |             |             |             |             |             |             |  |  |         |         |         |         |         |         |
|  | Keflavík (1)        | Keflavík (1)        | Keflavík (1)        | Keflavík (1)     | 79               | 86               |                 |                 |             |             |             |             |             |             |  |  |         |         |         |         |         |         |
|  | Keflavík (1)        | Keflavík (1)        | Keflavík (1)        | Keflavík (1)     | 79               | 86               |                 |                 |             |             |             |             |             |             |  |  |         |         |         |         |         |         |
|  | Tindastóll (8)      | Tindastóll (8)      | Tindastóll (8)      | Tindastóll (8)   | 71               | 74               |                 |                 |             |             |             |             |             |             |  |  |         |         |         |         |         |         |
|  | Tindastóll (8)      | Tindastóll (8)      | Tindastóll (8)      | Tindastóll (8)   | 71               | 74               | Keflavík        | Keflavík        | Keflavík    | 89          | 91          | 88          |             |             |  |  |         |         |         |         |         |         |
|  |                     |                     |                     |                  |                  |                  | Keflavík        | Keflavík        | Keflavík    | 89          | 91          | 88          |             |             |  |  |         |         |         |         |         |         |
|  |                     | KR                  | KR                  | KR               | 81               | 82               | 70              |                 |             |             |             |             |             |             |  |  |         |         |         |         |         |         |
|  | Valur (4)           | Valur (4)           | Valur (4)           | KR               | 81               | 82               | 70              | 98              | 85          | 103         |             |             |             |             |  |  |         |         |         |         |         |         |
|  | Valur (4)           | Valur (4)           | Valur (4)           |                  |                  |                  |                 |                 |             | 103         |             |             |             |             |  |  |         |         |         |         |         |         |
|  | KR (5)              | KR (5)              | KR (5)              | 99               | 84               | 115              |                 |                 |             |             |             |             |             |             |  |  |         |         |         |         |         |         |
|  | KR (5)              | KR (5)              | KR (5)              | 99               | 84               | 115              | Keflavík        | Keflavík        | 73          | 83          | 97          | 66          |             |             |  |  |         |         |         |         |         |         |
|  |                     |                     |                     |                  |                  |                  | Keflavík        | Keflavík        | 73          | 83          | 97          | 66          |             |             |  |  |         |         |         |         |         |         |
|  |                     | Þór Þorlákshöfn     | Þór Þorlákshöfn     | 91               | 88               | 83               | 81              |                 |             |             |             |             |             |             |  |  |         |         |         |         |         |         |
|  | Þór Þorlákshöfn (2) | Þór Þorlákshöfn (2) | Þór Þorlákshöfn (2) | 91               | 88               | 83               | 81              | 95              | 79          | 109         |             |             |             |             |  |  |         |         |         |         |         |         |
|  | Þór Þorlákshöfn (2) | Þór Þorlákshöfn (2) | Þór Þorlákshöfn (2) |                  |                  |                  |                 |                 |             | 109         |             |             |             |             |  |  |         |         |         |         |         |         |
|  | Þór Akureyri (7)    | Þór Akureyri (7)    | Þór Akureyri (7)    | 76               | 93               | 104              |                 |                 |             |             |             |             |             |             |  |  |         |         |         |         |         |         |
|  | Þór Akureyri (7)    | Þór Akureyri (7)    | Þór Akureyri (7)    | 76               | 93               | 104              | Þór Þorlákshöfn | Þór Þorlákshöfn | 90          | 94          | 115         | 92          |             |             |  |  |         |         |         |         |         |         |
|  |                     |                     |                     |                  |                  |                  | Þór Þorlákshöfn | Þór Þorlákshöfn | 90          | 94          | 115         | 92          |             |             |  |  |         |         |         |         |         |         |
|  |                     | Stjarnan            | Stjarnan            | 99               | 90               | 92               | 74              |                 |             |             |             |             |             |             |  |  |         |         |         |         |         |         |
|  | Stjarnan (3)        | Stjarnan (3)        | Stjarnan (3)        | 99               | 90               | 92               | 74              | 90              | 89          | 85          |             |             |             |             |  |  |         |         |         |         |         |         |
|  | Stjarnan (3)        | Stjarnan (3)        | Stjarnan (3)        |                  |                  |                  |                 |                 |             | 85          |             |             |             |             |  |  |         |         |         |         |         |         |
|  | Grindavík (6)       | Grindavík (6)       | Grindavík (6)       | 72               | 101              | 69               |                 |                 |             |             |             |             |             |             |  |  |         |         |         |         |         |         |
|  | Grindavík (6)       | Grindavík (6)       | Grindavík (6)       | 72               | 101              | 69               |                 |                 |             |             |             |             |             |             |  |  |         |         |         |         |         |         |

Actualizado a los partidos jugados el 25 de junio de 2021. Fuente: KKÍ (Federación Islandesa de Baloncesto)
| Campeón Domino's deildin 2020-21 |
| -------------------------------- |
| Þór Þorlákshöfn Primer título    |

## Altas y bajas
Nota: Los clubes resaltados en negrita forman parte de la Domino's deildin 2020-21.
| Fecha                    | Nombre                            | Desde                        | A                              |
| ------------------------ | --------------------------------- | ---------------------------- | ------------------------------ |
| 27 de marzo de 2020      | Friðrik Rúnarsson (entr.)         | Þór Þorlákshöfn              | Libre                          |
| 14 de abril de 2020      | Nick Tomsick                      | Stjarnan                     | Tindastóll                     |
| 14 de abril de 2020      | Lárus Jónsson (entr.)             | Þór Akureyri                 | Þór Þorlákshöfn                |
| 15 de abril de 2020      | Sigurður Þorsteinsson             | ÍR                           | Libre                          |
| 16 de abril de 2020      | Everage Richardson                | Hamar                        | ÍR                             |
| 28 de abril de 2020      | Alfonso Gómez                     | KR                           | ÍR                             |
| 28 de abril de 2020      | Callum Lawson                     | Keflavík                     | Þór Þorlákshöfn                |
| 2 de mayo de 2020        | Veigar Hlynsson                   | Keflavík                     | KR                             |
| 4 de mayo de 2020        | Finnur Stefánsson (entr.)         | Horsens                      | Valur                          |
| 8 de mayo de 2020        | Austin Bracey                     | Valur                        | Libre                          |
| 8 de mayo de 2020        | Ragnar Nathanaelsson              | Valur                        | Libre                          |
| 8 de mayo de 2020        | Jahii Carson                      | APOEL                        | Þór Þorlákshöfn                |
| 10 de mayo de 2020       | Ingi Steinþórsson (entr.)         | KR                           | Libre                          |
| 11 de mayo de 2020       | Sævaldur Bjarnason (entr. asist.) | Valur                        | Haukar                         |
| 12 de mayo de 2020       | Srđan Stojanović                  | Fjölnir                      | Þór Akureyri                   |
| 12 de mayo de 2020       | Baldur Jóhannesson                | Þór Akureyri                 | Njarðvík                       |
| 15 de mayo de 2020       | Arnór Sveinsson                   | Njarðvík                     | Keflavík                       |
| 16 de mayo de 2020       | Kristinn Pálsson                  | Njarðvík                     | Grindavík                      |
| 18 de mayo de 2020       | Ingi Steinþórsson (entr. asist.)  | Libre                        | Stjarnan                       |
| 25 de mayo de 2020       | Darri Atlason (entr.)             | Valur (fem.)                 | KR                             |
| 25 de mayo de 2020       | Hilmir Hallgrímsson               | Vestri                       | Stjarnan                       |
| 25 de mayo de 2020       | Hugi Hallgrímsson                 | Vestri                       | Stjarnan                       |
| 26 de mayo de 2020       | Friðrik Rúnarsson (entr. asist.)  | Libre                        | Njarðvík                       |
| 1 de junio de 2020       | Ragnar Nathanaelsson              | Libre                        | Haukar                         |
| 2 de junio de 2020       | Hilmar Pétursson                  | Breiðablik                   | Haukar                         |
| 4 de junio de 2020       | Rodney Glasgow                    | Newcastle Eagles             | Njarðvík                       |
| 10 de junio de 2020      | Sigurður Þorsteinsson             | Libre                        | Höttur                         |
| 22 de junio de 2020      | Siniša Bilić                      | Tindastóll                   | Valur                          |
| 30 de junio de 2020      | Mirza Sarajlija                   | Koroivos                     | Stjarnan                       |
| 1 de julio de 2020       | Brandon Conley                    | Karlsruhe Lions              | Grindavík                      |
| 5 de julio de 2020       | Sigvaldi Eggertsson               | Obradoiro Silleda            | ÍR                             |
| 23 de julio de 2020      | Dedrick Basile                    | Oulun NMKY                   | Þór Akureyri                   |
| 28 de julio de 2020      | Rowell Graham                     | Afanion Almansa              | Þór Akureyri                   |
| 3 de agosto de 2020      | Johannes Dolven                   | Universidad Barry            | Njarðvík                       |
| 4 de agosto de 2020      | Gerald Robinson                   | Haukar                       | Sindri                         |
| 4 de agosto de 2020      | Ryan Montgomery                   | Universidad de Lee           | Njarðvík                       |
| 5 de agosto de 2020      | Jón Stefánsson                    | KR                           | Valur                          |
| 6 de agosto de 2020      | Joonas Järveläinen                | TalTech Basketball           | Grindavík                      |
| 11 de agosto de 2020     | Adomas Drungilas                  | Tartu Ülikool/Rock           | Þór Þorlákshöfn                |
| 15 de agosto de 2020     | Hansel Atencia                    | Þór Akureyri                 | Haukar                         |
| 17 de agosto de 2020     | Michael Craion                    | KR                           | Tours                          |
| 26 de agosto de 2020     | Shane Osayande                    | Saskatchewan Rattlers        | Haukar                         |
| 11 de septiembre de 2020 | Kristófer Acox                    | KR                           | Valur                          |
| 11 de septiembre de 2020 | Alexander Lindqvist               | B the travel brand Mallorca  | Stjarnan                       |
| 24 de septiembre de 2020 | Eric Wise                         | MuKi                         | Grindavík                      |
| 25 de septiembre de 2020 | Roberts Stumbris                  | VEF Riga                     | KR                             |
| 29 de septiembre de 2020 | RJ Williams                       | Universidad Estatal de Boise | Stjarnan                       |
| 7 de octubre de 2020     | Andrius Globys                    | Fjölnir                      | Þór Akureyri                   |
| 19 de octubre de 2020    | Andy Johnston (entr.)             | Þór Akureyri                 | Libre                          |
| 23 de octubre de 2020    | Bjarki Oddsson (entr.)            | Libre                        | Þór Akureyri                   |
| 24 de octubre de 2020    | Miguel Cardoso                    | Afanion Almansa              | Valur                          |
| 28 de octubre de 2020    | Jón Sverrisson                    | Njarðvík                     | Breiðablik (ces.)              |
| 6 de noviembre de 2020   | Hansel Atencia                    | Haukar                       | Titanes de Barranquilla (ces.) |
| 9 de noviembre de 2020   | Shavar Newkirk                    | Höttur                       | Libre                          |
| 9 de noviembre de 2020   | Roberts Stumbris                  | KR                           | HydroTruck Radom               |
| 29 de noviembre de 2020  | Zvonko Buljan                     | Njarðvík                     | Libres                         |
| 29 de noviembre de 2020  | Ryan Montgomery                   | Njarðvík                     | Libres                         |
| 8 de diciembre de 2020   | Ingvi Guðmundsson                 | Dresden Titans               | Haukar                         |
| 5 de enero de 2021       | Michael Mallory                   | Libre                        | Höttur                         |
| 5 de enero de 2021       | Brian Fitzpatrick                 | San Martín                   | Haukar                         |
| 5 de enero de 2021       | Earvin Morris                     | Joensuun Kataja              | Haukar                         |
| 12 de enero de 2021      | Sigtryggur Björnsson              | Grindavík                    | ZTE Real Canoe                 |
| 19 de enero de 2021      | Brandon Nazione                   | Sporting de Lisboa           | KR                             |
| 20 de enero de 2021      | Earvin Morris                     | Haukar                       | Libre                          |
| 26 de enero de 2021      | Guy Edi                           | Libre                        | Þór Akureyri                   |
| 30 de enero de 2021      | Zvonko Buljan                     | Libre                        | ÍR                             |